# 48 Herculis
48 Herculis är en orange ljusstark jätte i Herkules stjärnbild.
Stjärnan har visuell magnitud +6,58 och är inte synlig för blotta ögat ens vid god seeing. Den befinner sig på ett avstånd av ungefär 790 ljusår.